# Wojciech Kurtyka
Wojciech Kurtyka, ps. Voytek (ur. 25 lipca 1947 w Skrzynce koło Kłodzka) – polski taternik, alpinista, himalaista, przedsiębiorca, inżynier elektronik. W roku 2016 otrzymał Złoty Czekan za całokształt osiągnięć górskich.

## Życiorys
Ukończył w 1970 roku studia na Wydziale Elektroniki Politechniki Wrocławskiej, uzyskując dyplom inżyniera elektronika. Pracował najpierw jako technik naprawy telewizorów, a następnie w Instytucie Napędu na AGH w Krakowie, w „Elektromontażu”, ZURiT i jako kierownik ośrodka obliczeniowego w biurze projektów elementów lotniczych. Od 1989 roku jest właścicielem hurtowni artykułów orientalnych „Orient Express”. Jest synem Tadeusza Kurtyki, pisarza publikującego pod pseudonimem Henryk Worcell. Mieszka w Zabierzowie. Uchodzi za wegetarianina, choć Jerzy Kukuczka wspominał, jak Kurtyka jadł kabanosy mówiąc "w górach bez mięsa nie można niczego dokonać".

### Wspinaczka
Pierwsze kroki stawiał od 1968 roku w Tatrach. Już w drugim sezonie przechodził skrajnie trudne drogi skałkowe i tatrzańskie. W 1971 poprowadził nową drogę na północno-wschodniej ścianie Małego Młynarza. Była to pierwsza droga w stopniu VI+ w Tatrach i została nazwana Kurtykówką. W latach 1973–1975 poprowadził kilka nowych dróg skalnych i skalno-lodowych w Alpach oraz drogi w górach Norwegii. Twórca najpopularniejszej w Polsce skali trudności dróg skalnych nazywanej skalą Kurtyki lub skalą krakowską.
Ma na swoim koncie liczne pierwsze przejścia letnie i zimowe w Tatrach, Alpach i Norwegii. Jednym z największych jego osiągnięć w alpinizmie jest trzynastodniowe pierwsze przejście zimowe północnej ściany Store Trolltind, czyli słynnej Trollveggen w Norwegii (rok 1974, droga Francuska, w zespole z Tadeuszem Piotrowskim, Ryszardem Kowalewskim i Markiem Kęsickim).
Od 1972 wspinał się w Hindukuszu, Karakorum i Himalajach.
Jest jednym z pionierów stylu alpejskiego w himalaizmie polskim i światowym – zakładającego wysokogórskie przejście o charakterze sportowym, podejmowane jako pojedyncza, ciągła próba bez zakładania obozów i lin poręczowych, wykonane po raz pierwszy w Hindukuszu (rok 1972 – Akher Chagh (7017 m) i Koh-e Tez (7015 m) i w roku 1977 – Kohe Bandaka) oraz w Himalajach (1977) i Karakorum. Po ekspedycjach na Lhotse (1974) i K2 (1976) poświęcił się wspinaczce czysto sportowej, zaprzestając udziału w wielkich wyprawach o charakterze oblężniczym.
Był inicjatorem kilkunastu pierwszych przejść wielkich ścian w stylu alpejskim, w tym na 6 szczytów ośmiotysięcznych. Część tych przejść uważana jest za najtrudniejsze we współczesnym himalaizmie: trawers trzech szczytów masywu Broad Peak (1984), zachodnia ściana Gaszerbruma IV (1985), wschodnia ściana iglicy skalnej Trango Tower (1988). Dwukrotnie wszedł jako pierwszy na świecie nowymi drogami w ciągu jednej doby bez przerwy na ośmiotysięczniki – południowo-zachodnimi ścianami na Czo Oju i Sziszapangmę (1990).
Wspinał się z najwybitniejszymi współczesnymi himalaistami. Jego partnerami byli m.in.:
- Alex MacIntyre: w przejściu południową ścianą Changabang (1978), wschodnią ścianą Kohe Bandaka (1977), wschodnią ścianą Dhaulagiri (1981),
- Jerzy Kukuczka w latach 1981–1984: w przejściu nowymi drogami na Gaszerbrum I i Gaszerbrum II oraz trawersie Broad Peaków (1984),
- Doug Scott: w nieudanym wejściu na Nanga Parbat (1993),
- Erhard Loretan: na Czo Oju, Sziszapangmie i Trango Tower (1988–1990),
- Reinhold Messner: w nieudanej próbie zimowego wejścia na Czo Oju (1982),
- Jean Troillet: na Sziszapangmie i Czo Oju,
- John Porter: w przejściu południową ścianą Changabang i wschodnią ścianą Kohe Bandaka

Paradoksalnie mimo sportowego charakteru wypraw jest w światowym himalaizmie uważany za przedstawiciela kierunku antysportowego, co jest związane z traktowaniem przez niego wspinaczki raczej jako sztuki niż osiągnięcia sportowego.
Jest autorem publikacji na temat wspinaczek i nowych przejść (m.in. Trango Tower, Łamaniec, Losar, Szkocka piątka, Góry świetliste), które były wydawane w polskich i zagranicznych pismach alpinistycznych w kilku językach (angielski, francuski, japoński). Był członkiem Klubu Wysokogórskiego Wrocław, a od 1974 członkiem Klubu Wysokogórskiego w Krakowie, w latach 80. był jego wiceprezesem, następnie członkiem honorowym.

## Osiągnięcia wspinaczkowe

### Wspinaczka skałkowa
- 1993 – Chiński Maharadża VI.5, free solo (bez asekuracji).

### Tatry
- 1970 – nowa droga na północno-wschodniej ścianie Małego Młynarza (Kurtykówka, wraz z Januszem Kurczabem i Michałem Gabryelem),
- 1973–1978 – kilka nowych dróg na Kazalnicy Mięguszowieckiej, latem i zimą.

### Alpy
- 1971 – pierwsze polskie przejście drogi Rattiego i Vitaliego na zachodniej ścianie Aiguille Noire de Peuterey w masywie Mont Blanc, z Januszem Kurczabem,
- 1973 – nowa droga (Voie Petit Jean, dla upamiętnienia Jana Franczuka, który zginął w 1971 r. na Kunyang Chhish) na północnej ścianie Aiguille du Dru, z Jerzym Kukuczką i Markiem Łukaszewskim,
- 1975 – nowa droga (Pointe Hélène, Polish route) na północnej ścianie Grandes Jorasses, z Jerzym Kukuczką i Markiem Łukaszewskim.

### Góry Skandynawskie
- 1974 – pierwsze przejście zimowe północnej ściany Trollveggenu.

### Hindukusz
- 1972 – Akher Chagh (7017 m) w stylu alpejskim, nową drogą na północno-wschodniej ścianie
- 1972 – Koh-e Tez w stylu alpejskim, nową drogą na północnej ścianie
- 1977 – wyprawa pod kierownictwem Andrzeja Zawady[7]: północno-wschodnia ściana Kohe Bandaka (6843 m) z Aleksem MacIntyre’em i Johnem Porterem w ciągu 6 dni (nowa droga)[8].

### Himalaje i Karakorum
- 18-29 września 1978 – południowy filar Changabang (6864 m) z Krzysztofem Żurkiem, Alexem MacIntyre’em i Johnem Porterem,
- maj 1980 – pierwsze przejście wschodniej ściany Dhaulagiri (8167 m) z MacIntyre’em, René Ghiline’em i Ludwikiem Wilczyńskim bez wejścia na szczyt,
- 18 maja 1980 – Dhaulagiri (8167 m) drogą normalną z MacIntyre’em, Reném Ghiline’em i Ludwikiem Wilczyńskim,
- 1981 – dwie nieudane próby pokonania zachodniej ściany Makalu: wiosną z MacIntyre’em, jesienią z Kukuczką,
- 1982 – trawers grani Broad Peaku i wejście na szczyt (30 lipca) wraz z Kukuczką,
- 1 lipca 1983 – Gaszerbrum II (8034 m) wraz z Kukuczką po trawersie grani wschodniej z dziewiczego dotąd Gasherbrum II East (7772 m),
- 23 lipca 1983 – Gaszerbrum I (8080 m) wraz z Kukuczką nową drogą ścianą południowo-zachodnią,
- 16 lipca 1984 – Broad Peak Middle, z Kukuczką,
- 17 lipca 1984 – Broad Peak (8051 m), z Kukuczką – zakończenie trawersu trzech szczytów masywu,
- 1985 – pierwsze przejście zachodniej ściany (tzw. Świetlistej ściany) Gaszerbruma IV (7925 m), bez wejścia na wierzchołek (z Robertem Schauerem). Zejście granią północno-zachodnią od wysokości około 7850 m
- 1988 – pierwsze przejście wschodniej ściany iglicy Trango Nameless Tower (6238 m) z Erhardem Loretanem, czwarte wejście na szczyt w ogóle,
- 21 września 1990 – południowo-zachodnia ściana Czo Oju (8201 m, z Loretanem i Jeanem Troilletem),
- 3 października 1990 – południowo-zachodnia ściana Sziszapangmy (8027 m), bez wejścia na wierzchołek główny, z Loretanem i Troilletem,
- 1997 – próba wejścia na Nanga Parbat z Loretanem.

## Publikacje
- Trango Tower, 1990, Wydawnictwo TEXT
- Chiński maharadża (Góry Books, 2013), ISBN 978-83-62301-20-1.
- Sztuka Wolności – biografia Wojtka oczami Bernadette McDonald (Agora), ISBN 978-83-268-2609-2